# 2010年の出版
2010年の出版（にせんじゅうねんのしゅっぱん）は、2010年（平成22年）の出版に関するできごとについてまとめた記事である。

## できごと
* 以下の創刊、休刊・廃刊、復刊の日付は、特記した場合を除き、それぞれ創刊号、最終号、復刊号の発売日である。

### 1月
- 1月1日 - 学習誌『学習』（学研教育出版）休刊（最終号は2010年冬号）[1]。
- 1月25日 - 総合誌『サブラ』（小学館）休刊（最終号は2010年3月号）[2]。

### 2月
- 2月3日 - 児童誌『小学五年生』（小学館）休刊（最終号は2010年3月号）[3]。
- 2月15日 - 自由民主党機関誌『月刊自由民主』（自由企画社）休刊（最終号は2010年3月号）[4]。
- 2月25日 - 生活美術雑誌・季刊『銀花』（文化出版局）休刊（最終号は161号）[5]。
- 2月26日 - ファッション誌『ハイファッション』（文化出版局）休刊（最終号は2010年4月号）[5]。
- 2月26日 - 自動車雑誌『NAVI』（二玄社）休刊（最終号は2010年4月号）[6]。

### 3月
- 3月1日 - 学習誌『科学』（学研教育出版）休刊（最終号は2010年3月号）[1]。
- 3月20日 - 会員制月刊誌『フォーサイト』（新潮社）休刊（最終号は2010年4月号）[7]。
- 3月25日 - 季刊コミック誌『ITAN』（講談社）創刊（パイロット版発行。第1号は6月）[8]

### 4月
- 4月7日 - 季刊男性ファッション誌『MEN'S Precious』（小学館）創刊。
- 4月15日 - 休刊した『小学五年生』及び『小学六年生』の後継誌として、隔月刊学習漫画誌『GAKUMANplus』（小学館）創刊[9]。

- 4月17日 - 月刊女性ファッション誌『PopSister』（角川春樹事務所）創刊。
- 4月19日 - 音楽雑誌『ADLIB』（スイングジャーナル社）休刊（最終号は2010年5月号）[10]
- 4月28日-ビデオ出版はインテルフィンに社名変更。

### 5月
- 隔月刊カルチャー誌『リバティーンズ』（太田出版）創刊[11]。

### 6月
- 6月8日 - タウン情報誌『TOKYO1週間』『KANSAI1週間』（講談社）各誌休刊（最終号は6月22日号）[12]

### 7月
- （情報なし）

### 8月
- （情報なし）

### 9月
- 9月18日-Non-no(集英社）月刊化、（月刊化初版は11月号）
- 9月30日-東京三世社が事業停止。債務処理後廃業。

### 10月
- 10月7日 - 関西の情報誌『ぴあ関西版』（ぴあ）休刊（最終号は10月21日号）

### 11月
- 11月25日 - 月刊ベイスターズ（横浜ベイスターズ）休刊（最終号は12月号）[13]

### 12月
- （情報なし）